# Kwantummechanica

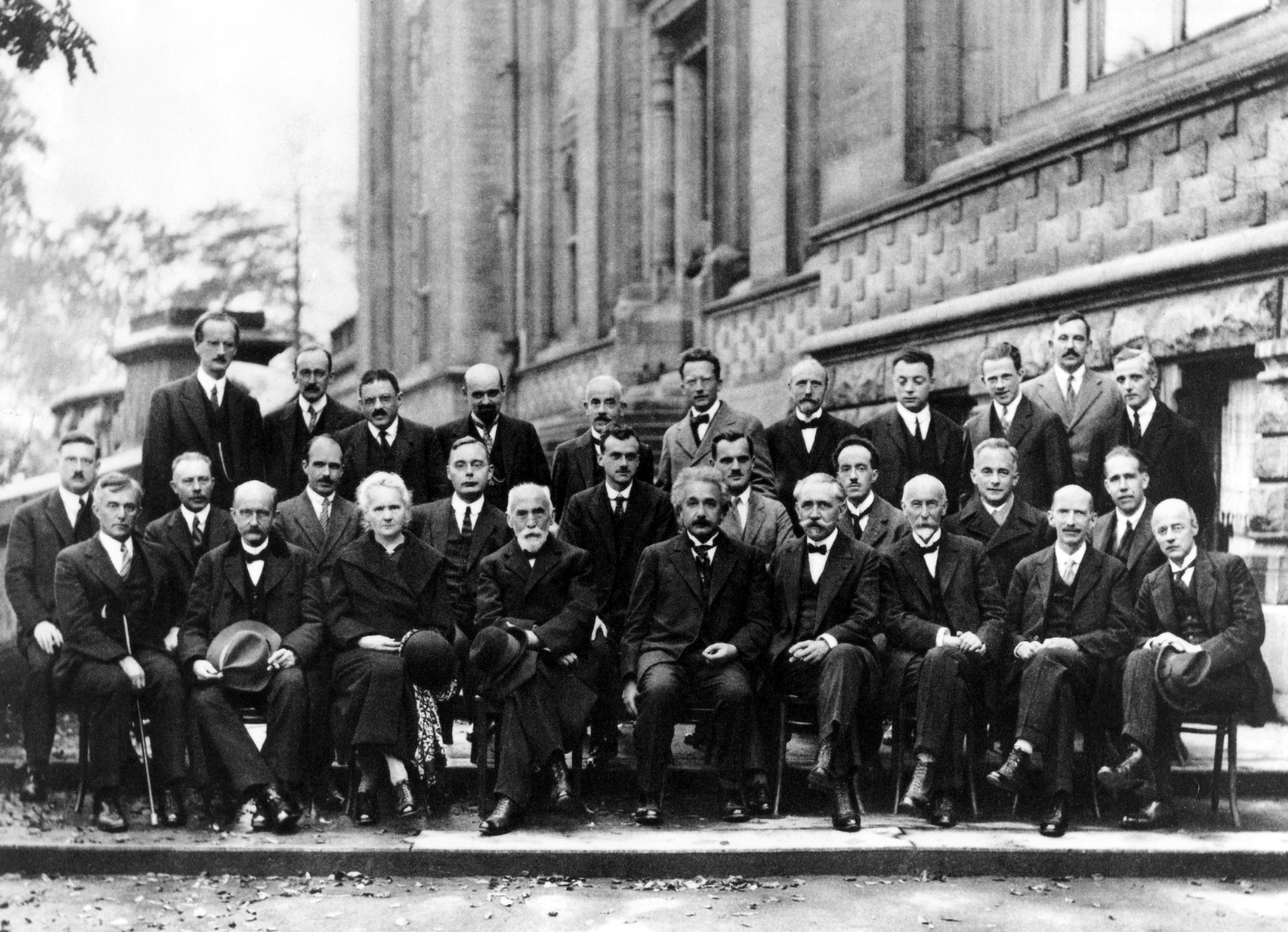
De Solvay-conferentie van 1927 in Brussel.

Kwantummechanica is een natuurkundige theorie die het gedrag van materie en energie met interacties van kwanta op atomaire en subatomaire schaal beschrijft. De ontwikkeling ervan sinds het begin van de 20e eeuw kan, samen met die van de relativiteitstheorie, beschouwd worden als de overgang van de klassieke natuurkunde naar de moderne natuurkunde. Kwantummechanica kwam tot stand door de inspanningen van vele eminente geleerden. Beroemd is de vijfde Solvay-conferentie van 1927 in Brussel, waarin 29 geleerden bijeenkwamen om de kwantummechanica te bediscussiëren.

## Algemeen overzicht
Kwantummechanica is de mechanica (leer van bewegingen en krachten) die van toepassing is op de kleine schaal van moleculen, atomen en subatomaire deeltjes.
De zintuiglijke waarneming leert dat de voorwerpen die de mens kan zien en betasten een zeer bepaalde vorm en afmeting hebben, en dus in de ruimte gelokaliseerd zijn. Daarom is men geneigd te denken dat de fundamentele deeltjes van de materie eveneens een precieze vorm en afmeting hebben, in de vorm van kleine bolletjes met een karakteristieke straal, massa en lading. Die geëxtrapoleerde voorstelling is echter foutief. Op microscopische schaal moet materie worden voorgesteld als een veld, dat wil zeggen een functie die aan ieder punt van de ruimte een getal toekent, ongeveer zoals fotonen (lichtdeeltjes) existentieel verbonden zijn met het elektromagnetische veld.
In de kwantumtheorie wordt de werkelijkheid op een fundamenteel andere manier benaderd dan in de klassieke natuurkunde, waarin ervan wordt uitgegaan dat er een waarnemeronafhankelijke werkelijkheid is en natuurkundige grootheden continue variabelen zijn, die in elke gewenste combinatie gemeten kunnen worden. Meetonnauwkeurigheden worden in de klassieke natuurkunde gezien als een praktisch probleem.
In de kwantumtheorie (althans in de breed aangehangen Kopenhaagse interpretatie van Niels Bohr en Werner Heisenberg) variëren natuurkundige grootheden stapsgewijs (met 1 kwantum tegelijk) en kan er geen enkele waarneming worden gedaan zonder dat het waargenomen verschijnsel wordt beïnvloed. Er is in de kwantumtheorie dus geen waarnemeronafhankelijke werkelijkheid. Door dit tweede fundamentele verschil met de klassieke natuurkunde is het principieel uitgesloten om het effect van de waarneming uit te schakelen: de keuze die de waarnemer maakt bij het opzetten van een experiment bepaalt in belangrijke mate de uitkomst daarvan. Het product van de onnauwkeurigheden van de gelijktijdige metingen van twee grootheden (bijvoorbeeld plaats en impuls) heeft volgens de onzekerheidsrelatie van Heisenberg een minimale waarde. Is de ene grootheid met de grootst mogelijke nauwkeurigheid gemeten, dan is de andere onvermijdelijk geheel onbepaald en ook niet bepaalbaar. De onzekerheidsrelatie is zelf echter wel nauwkeurig en objectief geformuleerd. Op macroscopische schaal is de invloed van kwantummechanische beperkingen op de nauwkeurigheid meestal verwaarloosbaar of geheel niet meetbaar en gaat de kwantummechanica over in de klassieke natuurkunde: dat heet het correspondentieprincipe.
De kwantummechanica doet bovendien slechts statistische uitspraken over een reeks van waarnemingen. Dat heeft tot gevolg dat het gedrag van een individueel elementair deeltje slechts in termen van waarschijnlijkheid kan worden beschreven. Die waarschijnlijkheden worden beschreven door de modulus in het kwadraat van de complexe golffuncties, die de kansdichtheid geven op het meten van een bepaalde waarde van een fysische grootheid zoals bv. plaats, snelheid en spin. Met de term "spin" wordt de kwantummechanische versie van het impulsmoment aangeduid.
De beschrijving van systemen door middel van een golffunctie betekent dat deeltjes zich, afhankelijk van de manier waarop ze worden waargenomen, soms als een deeltje in klassieke zin, maar soms als een golfverschijnsel gedragen. Zo kunnen bijvoorbeeld elektronenbundels, net als lichtbundels, brekingsverschijnselen en interferentie en diffractie vertonen. Andersom kan licht ook beschouwd worden als bestaande uit kwanta, die in het geval van licht fotonen genoemd worden, met een energie E:
{\displaystyle E=h\nu }
waarin {\displaystyle h} de constante van Planck en {\displaystyle \nu } (de Griekse letter nu) de frequentie van het licht.
Bij het formuleren van de kwantummechanica in termen van golffuncties, blijkt dat bepaalde fysische grootheden, zoals energie, positie of impuls, niet alle waarden kunnen aannemen. Bijvoorbeeld, een elektron gebonden aan een atoom kan alleen specifieke energieniveaus bezetten; ofwel, het energiespectrum is discreet, niet continu. Dit geeft aanleiding tot spectraallijnen in het, door het atoom, uitgezonden licht wanneer een elektron overgaat van een hoog naar een laag (discreet) energieniveau. 
De onzekerheidsrelatie van Heisenberg is een van de hoofdresultaten van de vroege kwantummechanica. Het geeft aan dat het niet mogelijk is om tegelijkertijd, exact de positie {\displaystyle x} en impuls {\displaystyle p} van een deeltje te weten. In deze onzekerheidsrelatie worden met {\displaystyle \Delta x} en {\displaystyle \Delta p} de standaarddeviaties van de respectievelijke grootheid aangeduid, verder staat {\displaystyle \hbar =h/2\pi } voor de gereduceerde constante van Planck (of constante van Dirac):
{\displaystyle \Delta x\Delta p\geq {\frac {\hbar }{2}}}
Deze onzekerheid staat los van de onnauwkeurigheid veroorzaakt door meetapparatuur of een experimentele opstelling; het is een onzekerheid die komt vanuit de natuur. Bijvoorbeeld, in het geval dat de positie van een deeltje exact bekend is (dus {\displaystyle \Delta x=0}) dan volgt, uit de onzekerheidsrelatie, dat het onmogelijk is om ook iets over de impuls van het deeltje te weten te komen (dus {\displaystyle \Delta p=\infty }). 
Er zijn nog tal van andere onzekerheidsrelaties tussen paren van fysische grootheden, die daarom niet-commuterend worden genoemd. In jargon zegt men dat bij meten (waarnemen) van een willekeurige variabele de golffunctie wordt geprojecteerd op een eigentoestand. Dit betekent dat alle andere informatie (over alle andere observabelen) verloren gaat. De onzekerheidsrelatie tussen twee willekeurige niet-commuterende grootheden wordt gegeven door:
{\displaystyle \Delta A\,\Delta B\geq {\tfrac {1}{2}}|\langle [{\hat {A}},{\hat {B}}]\rangle |}
De kwantummechanica maakt onderscheid tussen twee typen deeltjes: bosonen en fermionen. Het onderscheid zit in de spin van het deeltje, een fundamentele eigenschap die alleen van het type deeltje afhangt en de waarden {\displaystyle 0,{\tfrac {1}{2}},1,{\tfrac {3}{2}},\ldots } kan aannemen. De deeltjes die alleen heeltallige spin kunnen hebben, heten bosonen, andere die ook halftallige spin kunnen hebben, worden fermionen genoemd. Een belangrijk resultaat met betrekking tot dit onderscheid is het uitsluitingsprincipe van Pauli, dat zegt dat er geen twee fermionen in dezelfde toestand kunnen bestaan. Voor bosonen is dat wel mogelijk.

## Schrödingervergelijking
In de beschrijving die Erwin Schrödinger aan de kwantummechanica heeft gegeven, wordt het materieveld beschreven door een functie die met ieder punt van de ruimte een complex getal associeert. Conventioneel gebruikt men voor een dergelijke functie nog altijd de Griekse letter {\displaystyle \Psi } (psi). De meest gangbare interpretatie van deze functie is dat het kwadraat van de absolute waarde een kansdichtheid geeft voor de positie van het deeltje, dat wil zeggen dat
{\displaystyle |\Psi ({\vec {x}})|^{2}\mathrm {d} {\vec {x}}}
de waarschijnlijkheid is om het deeltje binnen een klein volume {\displaystyle d{\vec {x}}} van de ruimte aan te treffen. Deze interpretatie vereist dat de kans om het deeltje ergens in de hele ruimte aan te treffen 100% is, dus dat de integraal van de kansverdeling 1 bedraagt:
{\displaystyle \int |\Psi ({\vec {x}})|^{2}\,\mathrm {d} {\vec {x}}=1\,}
Deze functie moet bovendien voldoen aan de schrödingervergelijking. Als we de evolutie van de functie {\displaystyle \Psi ({\vec {x}},t)} in de tijd beschouwen, dan luidt de vergelijking:
{\displaystyle i\hbar {\frac {\partial \Psi }{\partial t}}=-{\frac {\hbar ^{2}}{2m}}\nabla ^{2}\Psi +V({\hat {x}})\Psi }
Hierin is {\displaystyle i} de imaginaire eenheid, {\displaystyle \partial /\partial t} de partiële afgeleide naar de tijd, {\displaystyle \hbar } de constante van Dirac, {\displaystyle m} de massa, {\displaystyle \nabla ^{2}} de laplaceoperator, {\displaystyle V} de potentiaal die een functie is van de positieoperator {\displaystyle {\hat {x}}}.
Dit is een partiële differentiaalvergelijking, dat wil zeggen dat de oplossingen onbekende functies zijn die voldoen aan het gegeven verband tussen de functie zelf en haar partiële afgeleiden, in dit geval de eerste partiële afgeleide naar de tijd en de som van de tweede partiële afgeleiden naar de plaatscoördinaten (de Laplaciaan van de onbekende functie). De schrödingervergelijking heeft de wiskundige vorm van een golfvergelijking, dus volgen hieruit de golfeigenschappen.
In een meer algemene vorm kan de tijdsafhankelijke schrödingervergelijking geschreven worden als (hier wordt de golffunctie genoteerd als een functie van positie en tijd, maar het zou ook kunnen dat het een functie is van andere grootheden):
{\displaystyle i\hbar {\frac {\partial \Psi ({\vec {x}},t)}{\partial t}}={\hat {H}}\Psi ({\vec {x}},t)}
Hierin is {\displaystyle {\hat {H}}} de hamiltoniaan, een operator die de totale energie weergeeft. Wanneer de hamiltoniaan operator onafhankelijk is van tijd kan de golffunctie geschreven worden als {\displaystyle \Psi ({\vec {x}},t)=\psi ({\vec {x}})e^{-iEt/\hbar }}, waarbij de (tijdsonafhankelijke) golffunctie {\displaystyle \psi ({\vec {x}})} moet voldoen aan de tijdonafhankelijke schrödingervergelijking: 
{\displaystyle {\hat {H}}\psi ({\vec {x}})=E\psi ({\vec {x}})}
In dit is een eigenwaarde vergelijking, waarbij E de eigenwaarde van de hamiltoniaan operator is. Ook is E de energietoestand van het systeem.  
Zie ook Impulsoperator.
In de schrödingervergelijking spelen de tijd en de ruimtecoördinaten een verschillende rol. Ze is dus niet te verzoenen met de (speciale) relativiteitstheorie, waarin tijd- en ruimtecoördinaten deel uitmaken van een vierdimensionaal geheel en in elkaar getransformeerd worden naargelang van het standpunt van de waarnemer: de schrödingervergelijking behoort tot de niet-relativistische kwantummechanica.

## Het waterstofatoom
De mechanica van het waterstofatoom wordt bepaald door de elektrostatische aantrekkingskracht (Coulombkracht) tussen een proton en een elektron. Wegens behoud van impuls kunnen de coördinaten van beide deeltjes uitgedrukt worden ten opzichte van hun gemeenschappelijk zwaartepunt, en dan blijven er nog slechts 3 vrijheidsgraden over (de positievector van het proton is evenredig met de positievector van het elektron en wijst in de tegengestelde zin).
De elektrostatische potentiële energie is een negatief getal {\displaystyle V} dat alleen afhangt van de lengte {\displaystyle r} van de positievector {\displaystyle (x_{1},x_{2},x_{3})}, en niet van zijn richting. De tijdsonafhankelijke schrödingervergelijking concretiseert zich dan tot
{\displaystyle -{\frac {\hbar ^{2}}{2m}}\nabla ^{2}\Psi +V(r)\Psi =E\Psi }
waar {\displaystyle m} de equivalente massa van het proton-elektronsysteem is, en {\displaystyle r={\sqrt {x_{1}^{2}+x_{2}^{2}+x_{3}^{2}}}}. De potentiële energie van de Coulombkracht bedraagt
{\displaystyle V(r)=-{\frac {1}{4\pi \varepsilon _{0}}}{\frac {e^{2}}{r}}}
Dit is een van de weinige gevallen waar de schrödingervergelijking exact opgelost kan worden. Het blijkt dat er kwadratisch integreerbare oplossingen voor de golffunctie {\displaystyle \Psi } bestaan als en slechts als {\displaystyle E} een van de volgende waarden is:
{\displaystyle E_{1}=-{\frac {me^{4}}{2\hbar ^{2}(4\pi \varepsilon _{0})^{2}}};\quad E_{n}={\frac {E_{1}}{n^{2}}},\quad n=2,3,\ldots }
Dit zijn de 'energieniveaus' van de mogelijke banen (orbitalen) van het elektron in het waterstofatoom. De absolute waarde van de laagste energie {\displaystyle E_{1}} komt overeen met de Rydberg-energie die empirisch wordt vastgesteld door het opmeten van de absorptielijnen in het spectrum van waterstof.

## Dirac-formalisme
Paul Dirac formuleerde de kwantummechanica in een abstractere vorm. Hij ging uit van het superpositiebeginsel: als twee geldige toestanden van een systeem worden beschreven, dan is de som van die twee toestanden opnieuw een geldige toestand. De wiskundige abstractie die de som van willekeurige objecten het best beschrijft, is die van een vectorruimte. Een afbeelding tussen twee vectorruimten die de vectorstructuur respecteert, is een lineaire afbeelding. De verzameling der getallen (reëel of complex) is eveneens een vectorruimte, en de verzameling der lineaire afbeeldingen tussen vectoren en getallen heet de duale vectorruimte. Als de vectorruimte wordt uitgerust met een scalair product, dan kan iedere gegeven vector worden geïdentificeerd met een element van de duale ruimte, namelijk, de afbeelding die iedere andere vector afbeeldt op het scalair product met de gegeven vector.
Dirac ontwikkelde een abstracte kwantummechanica van vectoren en hun lineaire transformaties en introduceerde daarbij de naar hem genoemde bra-ket-notatie:
1. De toestand van een fysisch systeem wordt gegeven door een vector {\displaystyle |\psi \rangle } in een ruimte die geen hilbertruimte is (wat wel, bleef bij Dirac onduidelijk).
2. Voor elke willekeurige toestandsvector {\displaystyle |\psi \rangle } geldt: {\displaystyle \langle \psi |\psi \rangle =1}, waarbij {\displaystyle \langle \psi |} de hermitisch geconjugeerde is van {\displaystyle |\psi \rangle }, dat wil zeggen het overeenkomstig element van de duale ruimte.
3. De kans dat een systeem met toestandsvector {\displaystyle |\Psi \rangle } zich in toestand {\displaystyle |\alpha \rangle } bevindt, wordt gegeven door {\displaystyle P(\alpha ,\Psi )=|\langle \alpha |\Psi \rangle |^{2}}
4. Meetbare grootheden corresponderen met hermitische operatoren die de toestandsvector als argument hebben; deze bezitten reële eigenwaarden die de numerieke waarde van die meetbare grootheden aangeven.
5. Elementaire deeltjes blijken een spin S te hebben. Dit is de kwantummechanische versie van het klassieke impulsmoment. Voor de drie componenten van deze vectorgrootheid {\displaystyle (S_{x},S_{y},S_{z})} gelden de commutatierelaties:
  1. {\displaystyle [S_{x},S_{y}]=i\hbar S_{z}}
  2. {\displaystyle [S_{z},S_{x}]=i\hbar S_{y}}
  3. {\displaystyle [S_{y},S_{z}]=i\hbar S_{x}}
6. Elementaire deeltjes kunnen worden onderverdeeld in bosonen en fermionen. Bosonen hebben een golffunctie die 'even' is (symmetrisch in plaats en tijd); fermionen hebben een golffunctie die 'oneven' is (anti-symmetrisch in plaats en tijd). Dit verklaart waarom fermionen aan het pauli-verbod onderworpen zijn en bosonen niet.

## Kwantumveldentheorie
De schrödingervergelijking biedt een adequate beschrijving van het niet-relativistische gedrag van elementaire deeltjes op voorwaarde dat de deeltjes stabiel blijven. Om te beschrijven hoe deeltjes gecreëerd en vernietigd worden, en in elkaar overgaan, is een theorie nodig waarin het geheel van alle mogelijke deeltjes als een systeem wordt opgevat.
Het oudste en eenvoudigste voorbeeld van een kwantumveld is de kwantumtheorie van het elektromagnetische veld, waarbij fotonen worden gecreëerd en vernietigd door de interactie van het veld met geladen deeltjes: de kwantumelektrodynamica.
Een wiskundige complicatie van kwantumveldentheorie is dat een golffunctie {\displaystyle \Psi } moet worden geconstrueerd waarvan het argument niet een driedimensionale plaatsvector, maar zelf een functie van de plaats is (een elektromagnetische veld), dus een oneindigdimensionale grootheid.

## Geschiedenis

### Kwantumtheorie
Voorafgaand aan de theorie van de kwantummechanica werd de kwantumtheorie ontwikkeld, ook wel bekend als de "oude kwantumtheorie". Deze theorie werd ontwikkeld in de tijdsperiode 1900-1924 en is ontstaan door de inspanningen van wetenschappers als Planck, Einstein, Bohr, Sommerfeld, Compton, de Broglie en Pauli. Elk van deze wetenschappers leverde zijn eigen bijdrage aan de kwantumtheorie.

### Ontwikkeling kwantummechanica
Wetenschappers als Heisenberg en Schrödinger breidden de kwantumtheorie verder uit. Hun werk wordt gezien als onderdeel van wat hedendaags bekend staat als de kwantummechanica. Hierbij kwamen Heisenberg en Schrödinger elk apart met een theorie voor de kwantummechanica. De theorie van Heisenberg is gebaseerd op het gebruik van matrices, en staat dan ook bekend als matrixmechanica, terwijl die van Schrödinger gebruikmaakt van een golfvergelijking, en daarom bekendstaat als golfmechanica.
In 1925 werkte Heisenberg, voortbordurend op het werk van Bohr, aan een code voor het koppelen van kwantumgetallen aan energietoestanden van het atoom aan de hand van experimenteel bepaalde frequenties en intensiteiten van lichtspectra. Heisenberg kwam uit op een vreemde vergelijking waarin voor positie en impuls de commutatieve eigenschap blijkbaar niet geldig was. Max Born herkende hier matrices in en samen met Pascual Jordan zette hij de vergelijking van Heisenberg om naar matrixnotatie. Max Born is tevens de bedenker van de naam 'kwantummechanica'.
In hetzelfde jaar 1925, waarin Heisenberg met zijn theorie kwam, stelde Schrödinger, mede op grond van de materiegolven van de Broglie, zijn golfvergelijking op. De oplossing van deze vergelijking leverde de golffunctie op, waarmee hij het kwantumaspect van een systeem kon beschrijven. De vraag rees hoe men de golffunctie fysisch moest interpreteren. Veel geleerden konden hier geen bevredigend antwoord op geven, totdat Max Born in 1926 met de verklaring kwam dat de golffunctie voor de waarschijnlijkheidsamplitude staat, waarmee men de waarschijnlijkheid van het voorkomen van een bepaalde kwantumtoestand kan berekenen. Dit staat bekend als de Bornregel. De golffunctie had volgens Born geen fysische realiteit. Dit was een geheel nieuw concept. Volgens Born waren in de atoomtheorie geen exacte antwoorden meer mogelijk en kon men alleen nog maar spreken over waarschijnlijkheden.
Dat er toen twee alternatieve versies van de kwantummechanica waren ontwikkeld, vormde een probleem. In 1926 lukte het Paul Dirac om aan te tonen dat de theorieën van Heisenberg en Schrödinger equivalent waren en dat ze in feite verschillende benaderingen waren van de kwantummechanica. Daarbij kan de theorie van Heisenberg gekarakteriseerd worden als een deeltjesbenadering en de theorie van Schrödinger als een golfbenadering. Paul Dirac en John von Neumann vatten de twee theorieën axiomatisch samen en breidden ze verder uit. Hun methode is bekend als kwantumalgebra.
In 1927 dacht Heisenberg na over de precieze betekenis van de vreemde vergelijking uit de matrixmechanica die hij eerder ontdekt had. Hij leidde zijn beroemde onzekerheidsrelatie eruit af. De onzekerheidsrelatie van Heisenberg inspireerde op zijn beurt Bohrs ideeën over de kwantummechanica. Kort daarna kwamen Bohr en Heisenberg met een interpretatie van de kwantummechanica met de onzekerheidsrelatie als fundament. Dit zou bekend worden als de Kopenhaagse interpretatie. Deze interpretatie werd niet door iedereen geaccepteerd. Andere wetenschappers ontwikkelden later andere interpretaties van de kwantummechanica, zoals de Broglie–Bohm-interpretatie, de Veel-werelden-interpretatie en andere. Voor veel wetenschappers maakt het in wezen niet uit welke interpretatie de juiste is. Voor hen is het belangrijker een rekenmodel te hebben dat hun de correcte waarden geeft.

### Aanvankelijke kritiek
De kwantummechanica is een intuïtief moeilijk te doorgronden theorie, waardoor die in de beginperiode op veel weerstand stuitte.
- Louis-Victor de Broglie had er bezwaar tegen dat zijn materiegolven, zoals beschreven in de golfvergelijking van Schrödinger, zodanig werden opgevat dat ze alleen de waarschijnlijkheid van een kwantumsysteem beschreven waardoor de materiegolven zelf dus 'niet reëel' waren. De Broglie werkte vervolgens zelf aan een theorie van reële materiegolven. Zijn werk werd voortgezet door David Bohm, wat in 1952 leidde tot de Broglie–Bohm theorie. Deze theorie is een alternatieve, deterministische beschrijving van de kwantummechanica.
- In 1935 had Erwin Schrödinger kritiek op het idee, dat deeltjes niet bestaan totdat er een waarneming plaatsvindt, dit ten gevolge van het onzekerheidsprincipe. Om aan te tonen dat deze theorie absurd was, bedacht Schrödinger een gedachte-experiment met een kat, die door dit effect tegelijkertijd zowel dood als levend kon zijn. Dit experiment staat bekend als Schrödingers kat. Schrödinger hoopte met dit experiment aan te tonen dat het idee incorrect was. maar tot zijn ontsteltenis gebeurde het tegenovergestelde. Wetenschappers gingen Schrödingers experiment als voorbeeld gebruiken om het contra-intuïtieve aspect van de kwantummechanica te benadrukken.
- Albert Einstein zelf had later bezwaar tegen de 'kansverdeling van deeltjes'. Een bekende uitspraak van hem hierover luidt: "God dobbelt niet". Hij geloofde dat de onzekerheden van de kwantummechanica niet reëel waren, maar dat er 'verborgen variabelen' waren, die we nog niet kennen, die alsnog de theorie deterministisch zouden maken. Hij formuleerde enkele ferme bezwaren tegen de kwantummechanica, o.a. Einsteins lichtdoos. Niels Bohr ging de discussie met Einstein hierover aan en hij wist de bezwaren van Einstein te ontkrachten. In 1935 probeerde Einstein het opnieuw en samen met Boris Podolski en Nathan Rosen bedacht hij de EPR-paradox, een gedachte-experiment, als aanval op het idee van kwantumverstrengeling in de Kopenhaagse interpretatie van de kwantummechanica. Omdat in Bohr en Einsteins tijd men nog niet in de gelegenheid was om de EPR-paradox experimenteel te toetsen, bleef de zaak lange tijd onbeslist. In 1964 formuleerde John Bell in zijn stelling van Bell wat de randvoorwaarden zijn voor het bestaan van een verborgen variabelen-theorie in een experiment met de EPR-paradox. Verschillende experimenten, waaronder het onderzoek van Alain Aspect in 1982, gaven belangrijke aanwijzingen dat de verborgen variabelen-theorie niet opgaat. Inmiddels wordt het fenomeen van kwantumverstrengeling als experimenteel bevestigd beschouwd.

### Latere ontwikkelingen
In 1928 stelde Paul Dirac de diracvergelijking op, die de Schrödingervergelijking aanpast naar een vorm waarbij de totale energie relativistisch weergegeven wordt. Dit was de eerste vergelijking waarmee het bestaan van kwantumspin theoretisch kon verklaard worden. Dirac kon via zijn vergelijking ook het bestaan van antimaterie afleiden, wat later experimenteel bevestigd werd door Carl Anderson. Diracs werk werd vervolgens voortgezet door Richard Feynman, Freeman Dyson, Julian Schwinger en Shinichiro Tomonaga, die de theorie van de kwantumelektrodynamica ontwikkelden, die het gedrag van elektronen en fotonen beschrijft. Andere wetenschappers ontwikkelden de kwantumchromodynamica, die betrekking heeft op deeltjes en krachten in de atoomkern. Dit werd gevolgd door de ontwikkeling van de theorie van de elektrozwakke wisselwerking, die een unificatietheorie is van de elektromagnetische kracht met de zwakke kernkracht. Hierna werden al deze theorieën samengevoegd tot één model. Dit model werd het Standaardmodel genoemd.
Kwantummechanica is echter nog geen goede beschrijving van alle natuurkundige verschijnselen. Het belangrijkste probleem is dat er nog geen kwantumtheorie van de zwaartekracht bestaat. Een combinatie van de kwantummechanica met de algemene relativiteitstheorie wordt al ettelijke decennia gezocht, maar er is nog geen bevredigende oplossing. In de jaren 90 werden supersnaren als de meest veelbelovende theorie beschouwd; tegenwoordig lijkt de snaartheorie onderdeel te zijn van een algemenere M-theorie, waarover echter nog weinig bekend is. Een theorie die tracht de fundamentele natuurkrachten te verenigen, staat in de natuurkunde bekend als de theorie van alles.

## Filosofische consequenties
De gevolgen die de onzekerheidsrelatie van Heisenberg met zich mee brengt, zijn niet alleen natuurkundig maar ook filosofisch enorm. Als eerste de natuurkundige gevolgen: in de kwantummechanica beschrijven we het deeltje, zoals gezegd, met een golffunctie en die functie hangt af van de omgeving waarin het zich bevindt. Zowel de positie als impuls (snelheid) van het elektron worden bepaald via de golffunctie. De onzekerheidsrelatie stelt dat de onzekerheid in de bepaling van de plaats, vermenigvuldigd met de onzekerheid in bepaling van de impuls nooit kleiner kan zijn dan een bepaalde waarde. Wordt de onzekerheid van de een kleiner, dan wordt de onzekerheid van de ander per definitie evenredig groter. Dit is een enorme natuurkundige consequentie. Waar de klassieke natuurkunde, die van voor de kwantummechanica, stelde dat we alles in het universum exact kunnen weten als we maar genoeg metingen doen en de metingen nauwkeurig genoeg zijn, daar stelt de kwantummechanica dat we alleen de waarschijnlijkheid kunnen bepalen en dat de onzekerheid in het bepalen van die waarschijnlijkheid gekoppeld is aan andere onzekerheden. Als de een kleiner wordt gemaakt, dan wordt de ander groter. Deze onzekerheid ontstaat niet door onnauwkeurigheid van de gebruikte apparatuur, maar is fundamenteel.
Er zijn verschijnselen die tot nu toe alleen verklaard kunnen worden als we de onzekerheidsrelatie gebruiken. De filosofische implicatie daarvan zou zijn dat processen in de natuur plaatsvinden niet ondanks, maar dankzij de onzekerheidsrelatie van Heisenberg.
De filosofische implicatie die de kwantummechanica met zich meebrengt is dat we moeten spreken over 'de waarschijnlijkheid van de positie van een elektron', in plaats van 'de positie van een elektron'. De Heisenberg-relatie stelt bovendien dat er een minimum onzekerheid is in de bepaling. Een filosofische interpretatie van die onzekerheid is 'willekeur' en in die interpretatie zou dus de kwantummechanica dicteren dat er een fundamentele willekeur in de natuur om ons heen is. Dit staat in scherp contrast met de klassieke, deterministische natuurkunde, die wel een fundamentele willekeur uitsloot. Dit stoorde de natuurkundigen die hun denkbeelden in de 19e eeuw hadden opgedaan zoals Einstein en Planck. De meesten van deze 'oudere' natuurkundigen hebben de kwantummechanica daarom ook nooit volledig aanvaard.
Volgens een bepaalde zienswijze binnen de kwantummechanica bestaan ten gevolge van het onzekerheidsprincipe deeltjes niet eens totdat er een waarneming plaatsvindt. Schrödinger was door deze zienswijze dermate ontstemd dat hij het beroemde voorbeeld van de kat beschreef, die door dit effect tegelijkertijd zowel dood als levend was. Schrödinger hoopte met dit onmogelijke voorbeeld te laten zien dat deze filosofie belachelijk was en dat men dit denkbeeld maar snel moest laten vallen. Tot zijn verdriet is bijna het tegenovergestelde gebeurd en is Schrödingers kat een geheel eigen leven gaan leiden.
Een ander curieus gevolg van het onzekerheidsprincipe is dat elk deeltje dat zich van A naar B verplaatst elk mogelijk pad tussen A en B daarvoor gebruikt. Voor iedere waarnemer is het echter duidelijk dat dit op macroscopische schaal, dus volgens de klassieke natuurkunde, niet is waar te nemen. Theoretici hebben hiermee geworsteld totdat Richard Feynman aantoonde dat alle paden tegen elkaar wegvallen op een na. Deze methode staat bekend als de padintegraalmethode. Feynman kreeg voor deze ontdekking een Nobelprijs.

## Praktische toepassingen
Hoe controversieel de theorie in het begin ook was, veel experimenten hebben inmiddels aangetoond dat de kwantummechanica de werkelijkheid zeer nauwkeurig beschrijft. De kwantummechanica is zo een van de succesvolste natuurkundige theorieën aller tijden geworden. Ze heeft dan ook veel toepassingen; de werking van veel moderne technologieën berust op eigenschappen van de materie die niet op de klassieke wijze te beschrijven zijn. Als de natuur volledig beschreven zou kunnen worden met de 19de-eeuwse klassieke deterministische natuurkunde zouden hedendaagse technologieën en verschijnselen als kernenergie, radioactiviteit, alle halfgeleidertechnologie en dus de transistor, de MRI-scan, supergeleiding, elektronenmicroscopie, nanotechnologie en de laser onmogelijk zijn. Deze technologieën hebben op hun beurt geleid tot de ontwikkeling van computers, mobiele telefoons, internet en platte beeldschermen. Voorts is geen enkele chemische reactie verklaarbaar zonder de kwantummechanica. Kwantummechanica heeft geheel nieuwe vakgebieden doen ontstaan, onder meer de kwantumchemie en de kwantumoptica.
Ontwikkelingen op het gebied van praktische toepassingen van de kwantummechanica zijn tegenwoordig volop aan de gang. Zo hoopt men in de toekomst een kwantumcomputer te ontwikkelen die hedendaagse computers ver zal overtreffen in mogelijkheden en snelheid. Andere (waarschijnlijke) toekomstige toepassingen zijn kwantumcryptografie en kwantumteleportatie.

## Kwantumchemie
In de kwantumchemie wordt kwantummechanica toegepast op chemische verschijnselen. Hiermee kan het gehele periodiek systeem der elementen verklaard worden en waarom sommige chemische elementen zich kunnen verbinden met bepaalde andere chemische elementen, hoeveel energie daarbij vrijkomt of juist geabsorbeerd wordt.

## Kwantumbiologie
Recentelijk, vanaf het jaar 2000, komen er steeds meer aanwijzingen dat kwantumeffecten zoals verstrengeling en coherentie op moleculaire schaal een rol spelen in organismen. Zo maken planten bij fotosynthese (de omzetting van licht in chemische energie) gebruik van verstrengeling. Er wordt sindsdien ook wel gesproken van kwantumbiologie. Dit nieuwe onderzoeksveld is met behulp van meer geavanceerde apparatuur steeds belangrijker geworden, ook al wordt er nog steeds getwijfeld aan de validiteit van de kwantumeffecten in biologische systemen. 